# Lan kiều sớm
Lan kiều sớm (danh pháp hai phần: Pleione praecox) là một loài phong lanxuất hiện ở khu vực trung-tây Himalaya cho đến Trung Quốc (nam Vân Nam) và Việt Nam (Kon Tum). Đây là loài đặc trưng của chi Lan kiều diễm (Pleione).

## Hình ảnh

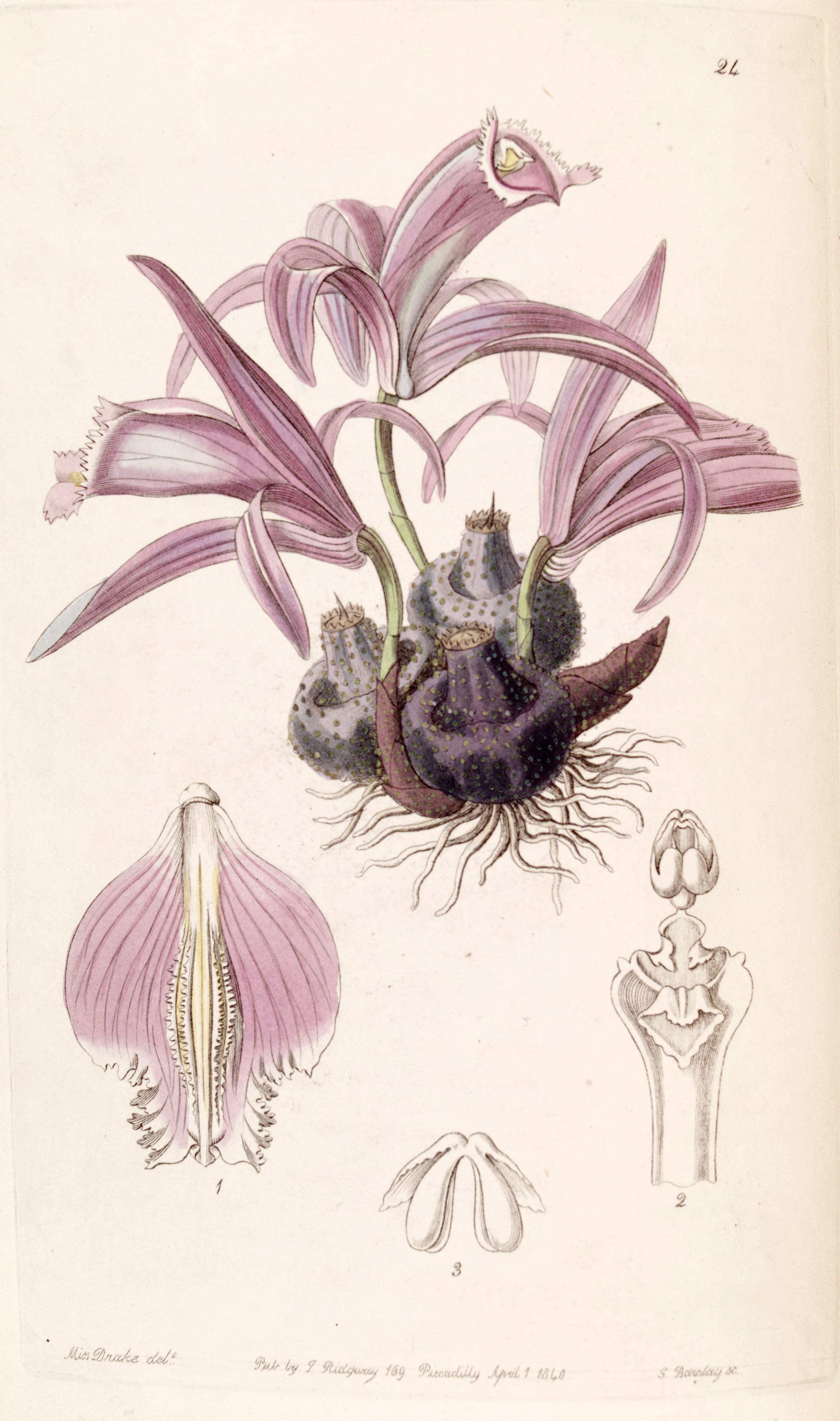
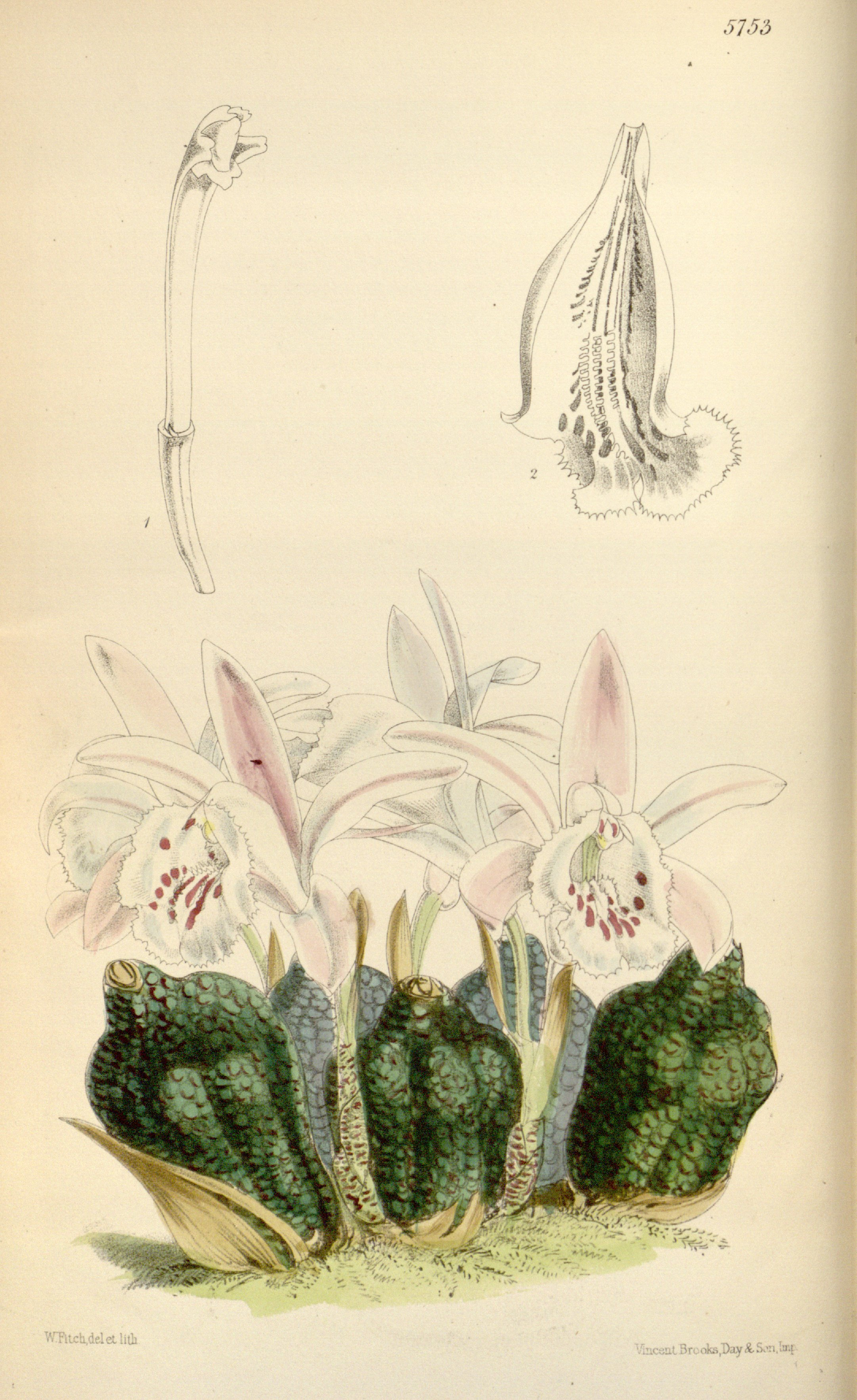
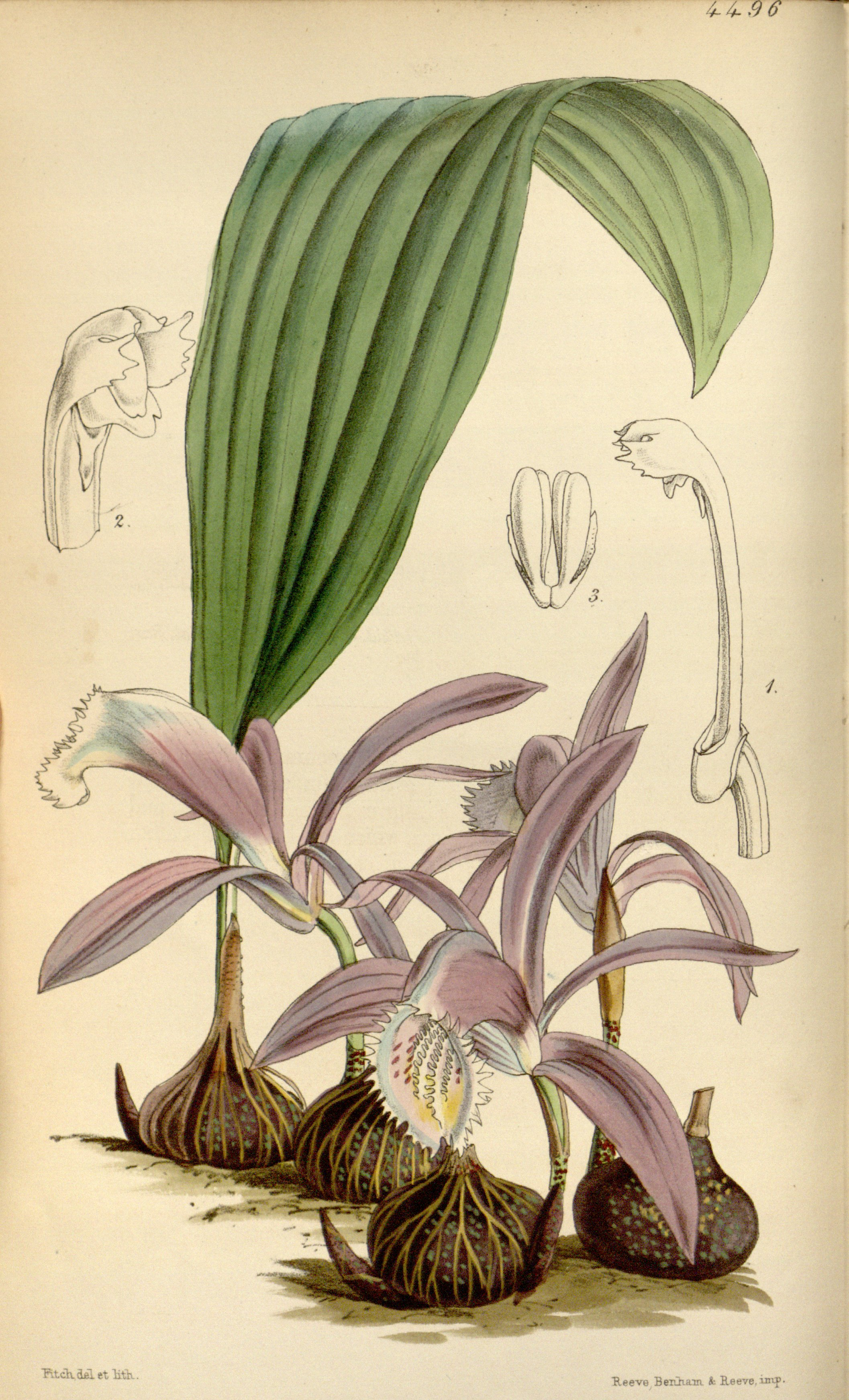